# Mars 1910

## Événements
- Mongolie : troubles à Ourga. Les arates et les lamas de rang inférieur réclament la libération d’Aiouchi. Les révoltés reçoivent l’armée envoyée contre eux avec des pierres et des bâtons et manquent de tuer l’ambane même qui cherchait à les apaiser.

- 4 mars : érection du diocèse de Régina en Saskatchewan.

- 6 mars : la Baronne de La Roche est la première femme à obtenir son brevet de pilote (no 36).

- 10 mars : premier vol de nuit effectué par le Français Émile Aubrun à Villalugano, près de Buenos Aires en Argentine.

- 13 mars : Paul Engelhard effectue le premier vol en aéroplane en Suisse.

- 18 mars : Alexandre Archipenko expose au Salon des indépendants.

- 21 mars : le magicien Harry Houdini, alors en tournée en Australie, effectue sur son avion personnel, un « Voisin », le premier vol officiellement enregistré en Australie.

- 28 mars : premier vol sur 800 mètres de l'hydravion de l'ingénieur Henri Fabre sur l'étang de Berre. Il s'agit d'un appareil de type « canard » — ailerons à l'avant et ailes à l'arrière — équipé d'un moteur de 50 chevaux et de flotteurs permettant l'envol et l'amerrissage sur une surface liquide.

## Naissances
- 1 mars : David Niven, acteur britannique († 29 juillet 1983).
- 4 mars : Józef Marcinkiewicz, mathématicien polonais († 1940).
- 5 mars : Ennio Flaiano, écrivain italien, dramaturge, romancier, scénariste de films, journaliste et critique dramatique († 20 novembre 1972).
- 9 mars : Samuel Barber, compositeur américain († 23 janvier 1981).
- 12 mars : László Lékai, cardinal hongrois, archevêque d'Esztergom († 30 juin 1986).
- 19 mars : Jacob Wolfowitz, mathématicien russe († 1981).
- 23 mars :
  - Akira Kurosawa, réalisateur japonais († 6 septembre 1998).
  - David Malkin, sculpteur et peintre russe († 12 août 2002).

## Décès
- 21 mars : Nadar, (Gaspard-Félix Tournachon) photographe français (° 6 avril 1820).
- 26 mars : Auguste Charlois, astronome français.
- 29 mars : George Turner, peintre britannique (° 2 avril 1841).